# Processo di Lévy
In teoria della probabilità, un processo di Lévy (dal matematico francese Paul Lévy) è un processo stocastico con incrementi stazionari e indipendenti: rappresenta il moto di un punto i cui movimenti successivi siano indipendenti e siano identicamente distribuiti su intervalli di tempo della stessa lunghezza. Può essere visto come una versione continua della passeggiata aleatoria.
I processi di Levy più conosciuti sono il processo di Poisson e il moto browniano. Tutti i processi di Lévy sono anche processi additivi.

## Definizione
Un processo stocastico {\displaystyle X=\{X_{t}:t\geq 0\}} è detto processo di Lévy se:
- {\displaystyle X_{0}=0} quasi certamente.
- Ha incrementi indipendenti, ovvero per ogni scelta di tempi {\displaystyle 0\leq t_{1}<\cdots <t_{n}<\infty }, le variabili aleatorie {\displaystyle X_{t_{2}}-X_{t_{1}},X_{t_{3}}-X_{t_{2}},\dots ,X_{t_{n}}-X_{t_{n-1}}} sono indipendenti.
- Ha incrementi stazionari, ovvero per ogni scelta di {\displaystyle s<t}, la variabile aleatoria {\displaystyle X_{t}-X_{s}} ha la stessa legge di {\displaystyle X_{t-s}}.

## Proprietà
- Ogni processo di Lévy possiede una versione càdlàg quasi certamente.

| Controllo di autorità | Thesaurus BNCF 49381 · LCCN (EN) sh95010454 · GND (DE) 4463623-4 · BNF (FR) cb13323277c (data) · J9U (EN, HE) 987007532439005171 |